# Lマウントレンズの一覧
Lマウントレンズの一覧では、ライカLマウントのレンズの一覧について記述する。
メーカーの並び順はLマウントアライアンスのメーカーをアルファベット順にした後、サードパーティメーカーをアルファベット順とする。レンズは種類により分け、並び順は焦点距離の短いものから、焦点距離が同じものは開放F値の明るいものから、焦点距離と開放F値が同じものは新しいものからとする。

## ライカカメラAG
ライカカメラAGが製造、販売したLマウントアライアンス純正レンズ。
| 記号                         | 意味                                                |
| ---------------------------- | --------------------------------------------------- |
| SL                           | 35mmフルサイズセンサーに合わせて設計                |
| TL                           | APS-Cサイズ相当の撮像素子に合わせて設計             |
| ノクティルックス（Noctilux） | F1.2以下                                            |
| ズミルックス（Summilux）     | F1.4〜1.7                                           |
| ズマリット（Summarit）       | F1.5～2.4                                           |
| ズミクロン（Summicron）      | F2.0                                                |
| エルマリート（Elmarit）      | F2.8                                                |
| エルマー（Elmar）            | F3.4以上                                            |
| スーパー（Super）            | 超広角レンズ                                        |
| バリオ（Vario）              | ズームレンズ                                        |
| アポ（APO）                  | 色収差を高度に補正したレンズ 「アポクロマート」の略 |
| アスフェリカル（ASPH.）      | 非球面（Aspherical）レンズ                          |

### ズームレンズ
（35mmフルサイズ）
- スーパー・バリオ・エルマーSL（Super-Vario-Elmar-SL）16–35 f/3.5–4.5 ASPH. - 12群18枚（非球面レンズ2枚、EDレンズ3枚）
- バリオ・エルマリートSL（Vario-Elmarit-SL）24-70 f/2.8 ASPH. - 15群19枚（非球面レンズ6枚）。最短撮影距離0.18m（ワイド端）、最大撮影倍率1:2.9（ワイド端）。
- バリオ・エルマリートSL（Vario-Elmarit-SL）24-90 f/2.8-4 ASPH. - 15群18枚（非球面レンズ4枚、EDレンズ11枚）。最短撮影距離0.3m（ワイド端）、最大撮影倍率1:3.8（テレ端）。最大3.5段相当の手ぶれ補正。
- アポ・バリオ・エルマリートSL（APO-Vario-Elmarit-SL）90–280 f/2.8–4 - 17群23枚（EDレンズ7枚）。インナーズーム。最大3.5段相当の手ぶれ補正。

（APS-C）
- スーパー・バリオ・エルマーTL（Super-Vario-Elmar-TL）11–23 f/3.5–4.5 ASPH. - 11群14枚（4面非球面）。最短撮影距離0.2m。
- バリオ・エルマーTL（Vario-Elmar-TL）18–56 f/3.5–5.6 ASPH. - 7群10枚。
- アポ・バリオ・エルマーTL（APO-Vario-Elmar-TL）55–135 f/3.5–4.5 ASPH. - 10群12枚（1面非球面）

### 単焦点レンズ
（35mmフルサイズ）
- ズミルックスSL（Summilux-SL）50 f/ 1.4 ASPH. - 9群11枚（非球面レンズ2枚、EDレンズ4枚）
- アポ・ズミクロンSL（APO-Summicron-SL）28 f/2 ASPH. - 10群13枚（非球面レンズ3枚）
- アポ・ズミクロンSL（APO-Summicron-SL）35 f/2 ASPH.（2019年3月発売） - 11群13枚（非球面レンズ5枚、レンズの大半部分にEDレンズを使用）
- アポ・ズミクロンSL（APO-Summicron-SL）50 f/2 ASPH.（2019年発売）
- アポ・ズミクロンSL（APO-Summicron-SL）75 f/2 ASPH. - 9群11枚（非球面レンズ1枚、レンズの大半部分にEDレンズを使用）
- アポ・ズミクロンSL（APO-Summicron-SL）90 f/2 ASPH. - レンズ構成同上

（APS-C）
- エルマリートTL（Elmarit-TL）18 f/2.8 ASPH. - 6群8枚（2面非球面）。パンケーキレンズ。
- ズミクロンTL（Summicron-TL）23 f/2 ASPH. - 6群9枚（2面非球面）
- ズミルックスTL（Summilux-TL）35 f/1.4 ASPH. - 8群12枚（4面非球面）
- アポ・マクロ・エルマリートTL（APO-Macro-Elmarit-TL）60 f/2.8 ASPH. - 9群10枚（4面非球面）。最大撮影倍率1:1倍のテレマクロレンズ。

## パナソニック
パナソニックがLUMIXブランドで製造、販売したLマウントアライアンス純正レンズ。全て35mmフルサイズ用であり、APS-C用レンズの販売計画はない。
Dual I.S.2に対応したレンズは、対応したカメラのボディ内手ブレ補正（B.I.S.）とレンズ内手ブレ補正（O.I.S.）の連動を行うことができる。
S PROラインとSラインが存在する。
S PROレンズは「Certified by LEICA」としてライカカメラ社の品質基準に基づき、ライカカメラ社が認定した測定機器と品質保証システムによって生産されている。

### ズームレンズ
- S PRO 16-35mm F4 - 9群12枚（非球面レンズ3枚、EDレンズ1枚、UHRレンズ1枚）。最短撮影距離0.25m、最大撮影倍率0.23倍。ブリージングを抑制する。
- S 20-60mm F3.5-5.6  - 9群11枚（非球面レンズ2枚、EDレンズ3枚、UHRレンズ1枚）。最短撮影距離0.15m（20〜26mm時）、0.4m（60mm時）、最大撮影倍率0.43倍（26mm時）。
- S PRO 24-70mm F2.8 - 16群18枚（非球面レンズ3枚、EDレンズ3枚、UHRレンズ1枚）。最短撮影距離0.37m、最大撮影倍率0.25倍。
- S 24-105mm F4 MACRO O.I.S. - 13群16枚（非球面EDレンズ2枚、非球面レンズ2枚、UEDレンズ1枚、EDレンズ2枚）。最短撮影距離0.30m、最大撮影倍率0.5倍。Dual I.S.2により最大6.5段相当の手ぶれ補正。
- S PRO 70-200mm F2.8 O.I.S. - 17群22枚（非球面レンズ1枚、UEDレンズ2枚、EDレンズ3枚）。最短撮影距離0.95m、最大撮影倍率0.21倍。Dual I.S.2により最大7段相当の手ぶれ補正。Lマウント端子に加えてテレコンバーターとの通信用端子が用意されている。
- S PRO 70-200mm F4 O.I.S. - 17群23枚（非球面レンズ1枚、UEDレンズ1枚、EDレンズ3枚、UHRレンズ1枚）。最短撮影距離0.92m、最大撮影倍率0.25倍。Dual I.S.2により最大6段相当の手ぶれ補正。Lマウント端子に加えてテレコンバーターとの通信用端子が用意されている。
- S 70-300mm F4.5-5.6 MACRO O.I.S. - 11群17枚（UEDレンズ1枚、EDレンズ2枚、UHRレンズ1枚）。最短撮影距離0.54m（70mm時）、0.74m（300mm時）、最大撮影倍率0.25倍。。Dual I.S.2により最大5.5段相当の手ぶれ補正。

### 単焦点レンズ
- S 24mm F1.8 - 11群12枚（非球面レンズ3枚、UEDレンズ1枚、EDレンズ3枚）最短撮影距離0.24m、最大撮影倍率0.15倍。
- S PRO 50mm F1.4 - 11群13枚（非球面レンズ2枚、EDレンズ3枚）最短撮影距離0.44m、最大撮影倍率0.15倍。
- S 50mm F1.8 - 8群9枚（非球面レンズ3枚、EDレンズ1枚、UHRレンズ1枚）最短撮影距離0.45m、最大撮影倍率0.14倍。
- S 85mm F1.8 - 8群9枚（EDレンズ2枚）最短撮影距離0.8m、最大撮影倍率0.13倍。

### コンバーター
- DMW-STC14 - 4群7枚（UHRレンズ2枚）。通常の焦点距離の1.4倍焦点距離を拡張する。
- DMW-STC20 - 4群8枚（UHRレンズ2枚）。通常の焦点距離の2.0倍焦点距離を拡張する。

## シグマ
シグマ (カメラ)が製造、販売したLマウントアライアンス純正レンズ。
| ライン       | コンセプト                                                                 | 主なレンズ種別                                                               |
| ------------ | -------------------------------------------------------------------------- | ---------------------------------------------------------------------------- |
| Contemporary | スペック・性能・大きさ・重さ・価格の相反する要素をバランスよく取ったライン | 標準ズームレンズ 望遠ズームレンズ 高倍率ズームレンズ                         |
| Art          | 多少、大きさ・重さは犠牲にしてもとにかく光学性能を優先したライン           | 大口径単焦点レンズ 広角レンズ 超広角レンズ マクロレンズ フィッシュアイレンズ |
| Sports       | 防塵・防滴・運動性能を重視したライン                                       | 望遠レンズ 望遠ズームレンズ 超望遠レンズ 超望遠ズームレンズ                  |

| 記号 | 意味                                                          |
| ---- | ------------------------------------------------------------- |
| DG   | 35mmフルサイズセンサーに合わせて設計                          |
| DC   | APS-Cサイズ相当の撮像素子に合わせて設計                       |
| DN   | ミラーレスカメラ用に設計                                      |
| HSM  | Hyper Sonic Motorの略称。AFに超音波モーターが使用されている。 |

### 単焦点レンズ
（35mmフルサイズ対応）
- 14mm F1.8 DG HSM Art - 14mmという超広角レンズにおいて、開放値F2を切るF1.8の明るさを実現
- 20mm F1.4 DG HSM Art - 世界初20mmという超広角レンズにおいて、開放値F1.4の明るさを実現（2015年において）
- 24mm F1.4 DG HSM Art
- 28mm F1.4 DG HSM Art
- 35mm F1.4 DG HSM Art
- 40mm F1.4 DG HSM Art
- 50mm F1.4 DG HSM Art
- 70mm F2.8 DG HSM Art - マクロレンズ
- 85mm F1.4 DG HSM Art
- 105mm F1.4 DG HSM Art - 通称ボケマスター[3]
- 135mm F1.8 DG HSM Art
- 35mm F1.2 DG DN Art - 開放値F1.2に対応した大口径単焦点レンズ
- 45mm F2.8 DG DN Contemporary - 小型なミラーレスカメラとの組み合わせを想定した比較的小型なレンズ

### ズームレンズ
（35mmフルサイズ対応）
- 14-24mm F2.8 DG DN Art - ミラーレスカメラ専用設計にすることで14-24mm F2.8 DG HSM Artと比べ、大幅に小型化
- 24-70mm F2.8 DG DN Art
- 100-400mm F5-6.3 DG DN OS

## マイヤー・オプティック・ゲルリッツ
ドイツのNet SE社が、かつてドイツに存在した光学機器メーカー、マイヤー・オプティック・ゲルリッツ（en:Meyer Optik Görlitz）のレンズを復刻しドイツで製造したサードパーティレンズ。
日本においては株式会社ケンコープロフェショナルイメージングが受注を行った。
当初Kickstarterを用いて受注され、実際にレンズの製造・販売が行われたが、生産に遅れが生じたため流通量が少ない。
同社は2018年8月、創業者かつCEOのStefan Immesの交通事故を理由として破産申告を行った。
いずれも単焦点マニュアルフォーカスレンズ。
（35mmフルサイズ）
- トリオプラン（Trioplan）35mm f2.8 - 3群3枚トリプレット型。絞り羽根15枚。
- トリオプラン（Trioplan）50mm f2.9 - 3群3枚トリプレット型。絞り羽根12枚。最大撮影倍率1:2。
- トリオプラン（Trioplan）100mm f2.8 - 3群3枚トリプレット型。絞り羽根12枚。1916年に発売された“シャボン玉ボケ”で知られるレンズの復刻版。
- リディス（Lydish）30mm f3.5 - 5群5枚。絞り羽根12枚。最短撮影距離0.16m。
- プリモプラン（Primoplan）58mm f1.9 - 5群5枚。絞り羽根12枚。ぐるぐるボケが特徴。
- プリモプラン（Primoplan）75mm f1.9 - 5群5枚。絞り羽根14枚。
- ノクターナス（Nocturnus）75mm f0.95 - 5群5枚。絞り羽根15枚。

## 七工匠（7artisans）
中国深圳の光学メーカー七工匠が製造したサードパーティレンズ。
いずれも単焦点マニュアルフォーカスレンズ。
（APS-C）
- Photoelectric 50mm f/1.1 - 6群7枚。絞り羽根12枚。

## 上海伝視撮影・IB/E optics
中国の上海伝視撮影機材と、シネレンズなど放送用機材の製造を行うドイツの光学研究所IB/Eオプティックス（IB/E optics）の協業によるサードパーティレンズ。
協業に際し設立されたハンデヴィジョン（HandeVision）ブランドから上海伝視撮影機材のキポン（KIPON）ブランドに変更された。
いずれも単焦点マニュアルフォーカスレンズ。
（35mmフルサイズ）
- イベリット（IBERIT）24mm/f2.4
- イベリット（IBERIT）35mm/f2.4
- イベリット（IBERIT）50mm/f2.4
- イベリット（IBERIT）75mm/f2.4
- イベリット（IBERIT）90mm/f2.4